# Luna Matana
Luna Matana è il venticinquesimo album in studio del cantautore italiano Lucio Dalla, pubblicato il 12 ottobre 2001 dalla Pressing e dalla BMG Ricordi.

## Descrizione
Tranne il primo brano, tutto il disco fu registrato a "Casadilucio", studio d'incisione personale allestito nella casa che l'autore possedeva nell'Isola di San Domino dell'arcipelago delle Isole Tremiti. Queste isole costituirono l'ispirazione dell'album e lo stesso titolo è un omaggio a Cala Matano, una spiaggia di San Domino. Il singolo promozionale dell'album avrebbe dovuto essere Kamikaze ma, a causa del disastro delle Torri Gemelle avvenuto pochi giorni prima l'uscita del disco, si ripiegò su Siciliano.
Il disco è stato presentato  nello show televisivo La bella e la besthia andato in onda nei primi mesi del 2002 su Rai 1 e condotto dallo stesso Lucio Dalla in coppia con Sabrina Ferilli.

## Tracce
1. Chi sarò io (L. Dalla, B. D'Onghia) - 3:18
2. Siciliano (duetto con Carmen Consoli) (L. Dalla, A. Messini, L. Dalla, R. Maiorana) - 4:26
3. La strada e la stella (P. Piermattei, L. Dalla, P. Piermattei) - 4:43
4. Zingaro (feat. Joseph Fargier) (L. Dalla, J. Fargier, L. Dalla, A. Pazzini) - 3:33
5. Kamikaze (L. Dalla, A. Messini, L. Dalla, M. Lombardo) - 4:20
6. Serial Killer (L. Dalla) - 4:53
7. Domenico Sputo (L. Dalla) - 4:30
8. Baggio Baggio (L. Dalla, C. Regazzoni) - 4:42
9. Anni luce (L. Dalla, S. Fucili) - 3:45
10. Notte americana (M. Nava, L. Dalla) - 4:28
11. Agnese Dellecocomere (feat. Ron) (L. Dalla, G. Zagni)- 5:02

- Il brano Agnese Dellecocomere è dedicato ad uno storico locale di Bologna nato come cocomeraio negli anni 70 frequentato ancora oggi da cantanti e attori.
- La canzone Domenico Sputo è una dedica allo pseudonimo che si diede lo stesso Dalla come musicista nei primi album di Luca Carboni e di Samuele Bersani.

## Formazione
- Lucio Dalla – voce e cori, sax alto e clarino, tastiera
- Max Corona, Chicco Gussoni, Ricky Portera – chitarra acustica ed elettrica
- Gianluca Grignani – chitarra in Kamikaze
- Roberto Gualdi – batteria
- Roberto Costa – basso e tastiera, cori e programmazione
- Gionata Colaprisca – percussioni
- Anton Berovski – violino
- Armando Tonelli – tromba
- Francesco Angiulo – trombone
- Michele Carrabba – sassofono tenore
- Joseph Fargier, Marco Caporicci, Stefano Fucili, Iskra Menarini, Riccardo Majorana – cori

## Classifiche
| Classifica (2001) | Posizione massima |
| ----------------- | ----------------- |
| Italia            | 4                 |

### Classifiche di fine anno
| Classifica (2001) | Posizione |
| ----------------- | --------- |
| Italia            | 52        |